# Chorebus mysteriosus
Chorebus mysteriosus är en stekelart som beskrevs av Perepechayenko 2000. Chorebus mysteriosus ingår i släktet Chorebus och familjen bracksteklar. Inga underarter finns listade i Catalogue of Life.